# La Omega
La Omega (nombre artístico de Saioa García Rodríguez) (Vitoria, 20 de marzo de 1987) es una B-girl, femcee de rap, reggae y dancehall de Vitoria.  

## Biografía
Educadora Social y rapera (femcee), La Omega comenzó su andadura en el mundo del Hip-hop bailando break dance y haciendo grafitis para posteriormente, centrarse en el grafiti y el rap. Su primera referencia en casete fue “Puro Estilo Bruto” en 2001. Más tarde sacó una maqueta para sus familiares y amistades más cercanas que llevaba por título “Un Trocito De Mí”.
En 2009 publicó su trabajo “Señorita Drama” con colaboraciones de DanielBum, Dj Kaisu, Sak, Kloy, Sandra Rodríguez, Blime, Cramer y Dj Rubi Real. Su segunda maqueta, “Kabrona Nena” (2009) contó con colaboraciones como las de DanielBum, Boneman, Erkuden Eceolaza, Alazne Guinea y Saioa Guridi. Gracias a esta maqueta, La Omega y Dj Rubi Real llevaron su música por toda la geografía del Estado español llegando hasta Roma. 
Durante los años 2009 y 2017 grabó los trabajos “Lo Que Hay Tenía Que Salir VOL. I, II, III, IV, V, VI, VII, VIII, IX” en su estudio, primero Drama Studios y a posteriori, Real Drama Studios. En estos álbumes, las instrumentales eran sobre todo de descarga libre de Internet y fueron mezclados y masterizados por su productor personal, Topang (Taksound Studios) desde Madrid, contando con colaboraciones de Mcs de todo el estado español y de países como Ghana, Rumania, etc.
Ha colaborado junto con otros Mcs de diferentes puntos de la geografía.“Por Amor A La Escritura”, con Calleja de Pamplona (2011); “Change Your Life With Reggae Dancehall”, con Manda Shai de Zaragoza; y “Bloke Sur” con Kloy de Vitoria.
En 2011 publicó “Antropofobia”, con instrumentales de Topang y colaboraciones de DanielBum, Dj Rubi Real, Orthopoks, Kaliz, Sak, Cramer, Topang, Sandra Rodríguez y Erkuden Eceolaza. La maqueta estuvo representada en varias revistas de Hip-Hop y fue motivo de otros tantos conciertos por varias ciudades del Estado español.   
En 2014 colaboró en el proyecto Femcees, Flow Feminista: Rap por los derechos de las mujeres: voces de mujeres unidas para combatir los estereotipos de género. Y con el colectivo Sarea Goian en el proyecto Sareak Josten crearon los vídeos "Abrazos" y "Lucha y Dignidad final".
Puso música al lema principal del colectivo vitoriano Gora-Gasteiz Hazte color, sé color que en 2015 se movilizó para reclamar una ciudad justa, solidaria y plural, frente a mensajes racistas y xenófobos lanzados por el alcalde de Vitoria.
Ha hecho canciones para la Comisión Antisida de Álava, para el Proyecto de Educación de Calle del Ayuntamiento de Vitoria y para IRSE-ARABA, Instituto para la Inclusión Social. También ha participado con sus raps en entregas de premios y en eventos; y realiza talleres de grafiti y graphic recording para eventos.

## Premios y reconocimientos
- 2013 Mención especial del Concurso Beldur Barik de Emakunde para Puño en alto,[18] un videoclip a ritmo de rap[19] realizado en Vitoria por La Omega y Lil Miss.[20]